# داريوس جارلاند
داريوس جارلاند (بالإنجليزية: Darius Garland)‏ هو لاعب كرة سلة أمريكي يلعب في مركز لاعب هجوم خلفي في نادي كليفلاند كافالييرز.

## روابط خارجية
- داريوس جارلاند على موقع إن بي أي (الإنجليزية)
- داريوس جارلاند على موقع سبورتس رفرنس (الإنجليزية)
- داريوس جارلاند على موقع كرة السلة الأوروبية.كوم (الإنجليزية)
- داريوس جارلاند على موقع إي إس بي إن.كوم (الإنجليزية)
- داريوس جارلاند على موقع كلية كرة السلة في سبورتس رفرنس.كوم (الإنجليزية)
- داريوس جارلاند على موقع ريلجم (الإنجليزية)
- داريوس جارلاند على موقع بروبوليرز (الإنجليزية)